# Abramów (Lubartów)
Pour les articles homonymes, voir Abramów.
Abramów (prononciation : [aˈbramuf]) est un village polonais de la gmina d'Abramów dans le powiat de Lubartów de la voïvodie de Lublin dans l'est de la Pologne.
Il se situe à environ 21 kilomètres à l'ouest de Lubartów (siège du powiat) et 30 kilomètres au nord-ouest de Lublin (capitale de la voïvodie).
Le village compte approximativement une population de 666 habitants en 2010.

## Histoire
De 1975 à 1998, le village est attaché administrativement à l'ancienne Voïvodie de Lublin.

Depuis 1999, il fait partie de la nouvelle voïvodie de Lublin.